# Telmatobufo
Telmatobufo és un gènere de granotes de la família Leptodactylidae que es troba al sud de Xile.

## Taxonomia
- Telmatobufo australis
- Telmatobufo bullocki
- Telmatobufo venustus